# Зейн Кларк Ходжес
Зейн Кларк Ходжес (15 червня 1932 — 23 листопада 2008) — американський пастор, професор семінарії та знавець Біблії.
Ось деякі з поглядів, якими він відомий:
- «Теологія вільної благодаті», погляд, який стверджує, що вічне життя отримується як безкоштовний дар лише через віру в Ісуса Христа для вічного життя, і це не обов'язково має призводити до покаяння чи добрих справ, отже, не потрібно проповідувати покаяння, проповідуючи звістку про спасіння.
- «Вічні нагороди», погляд на те, що різні уривки в Новому Завіті не стосуються вічного спасіння, а звертаються до християн і можливості заробити вічні нагороди або застерігають від їх втрати.
- Своєю позицією на підтримку тексту більшості.

## Життя
Ходжес виріс у місті Чемберсбург, що у штаті Пенсільванія, і приїхав до Далласа, що у штаті Техас, восени 1954 року після того, як отримав ступінь бакалавра в Коледжі Вітон. У 1958 році він отримав ступінь магістра теології в Далласській теологічній семінарії. Потім він викладав грецьку мову Нового Завіту та екзегетику (1959—1986) у Далласській семінарії та деякий час був головою відділу Нового Завіту.
Ходжес також майже 50 років служив пастором у біблійній каплиці на Віктор-стріт, колишній Старій місії в Далласі. Останнім часом він був активним членом Біблійної стипендії Оук Кліфф та Євангельського товариства Грейс. Також він був засновником і президентом Kerugma Ministries.

## Теологія

### Вільна благодать і суперечка про порятунок владицтва
Наприкінці 1980-х років Ходжес і Джон Ф. Мак-Артур представили різні погляди на Євангеліє в різних книгах, загальновідомих як «Суперечка про панування спасіння». Ходжес пропагував позицію «Вільної благодаті», яка вчить, що дар вічного життя є безкоштовним для віруючого, що він приходить просто завдяки вірі в Ісуса Христа, і немає потреби в покаянні чи послуху. Визнається різниця між вірою (яка призводить до отримання вічного життя) і підпорядкуванням Господу Христа (що є частиною процесу освячення). Теологія вільної благодаті також вчить, що коли людина повірила в Ісуса Христа, вона не може втратити свого спасіння. Натомість Мак-Артур виступав за «Порятунок панування», стверджуючи, що спасіння відбувається лише за вірою, і воно призведе до покаяння та призведе до добрих справ, і що справжній християнин не буде продовжувати грішити без докорів сумління, а натомість підкорятиметься Божим наказам творити добрі справи. Мак-Артур вважав, що біблійна віра завжди містить поняття капітуляції та покори, тоді як Ходжес навчав, що біблійна віра — це переконання в тому, що щось істинне.

### Покаяння
Ходжес відкидав погляд на покаяння як на «зміну розуму», натомість дотримуючись точки зору, що це богобоязливе рішення відвернутися від гріха: «Покаяння — це рішення відвернутися від гріха, щоб уникнути або покласти край Божому тимчасовий суд» (Гармонія з Богом, с. 57). Ходжес підкреслює, що покаяння полегшує віру в Христа, але не є умовою для вічного спасіння і не є частиною самої віри. «Одна справа сказати, що покаяння полегшує віру в Христа — цьому вчить Біблія. Зовсім інша річ сказати, що покаяння є необхідною умовою для вічного життя. Цього Біблія не вчить» (Гармонія з Богом, с. 93).
Спочатку в своїй книзі Абсолютно безкоштовно! і пізніше більш детально у своїй книзі «Гармонія з Богом» Ходжес зайняв позицію, що процес покаяння може бути підготовчим кроком до приходу до спасіння і повинен бути очевидним у житті віруючого, але вічне життя отримується через віру в Ісуса, не через відвернення від гріха. Ходжес зазначає, що Євангеліє від Івана, яке, як він стверджує, є єдиною книгою Біблії, написаною для того, щоб привести неспасенних до Христа, ніколи не використовує термін «покаяння». У «Гармонії з Богом» Ходжес каже, що є лише одна відповідь на запитання: «Що я повинен зробити, щоб врятуватися?» Ходжес рішуче заявляє: «Відповідь [Павла та Сили] абсолютно нічого не говорить про покаяння. Натомість вони дали знамениту і просту відповідь: 'Віруй в Господа Ісуса Христа, і спасешся' (Дії 16:31)».

### Текст більшості (Majority Text)
У 1982 році Ходжес разом з Артуром Л. Фарстадом опублікував видання Грецького Нового Завіту згідно з текстом більшості з критичним апаратом. Його прихильники вважають Візантійський тип тексту, або Текст Більшості, більш точним перекладом грецького Нового Завіту, хоча більш загальноприйнятий текст Нового Завіту, званий Олександрійським типом тексту, який використовується у виданні тексту Нестле-Аланда (N/A) і Грецькому Новому Завіті Об'єднаних Біблійних Товариств (UBS) базується на більш давніх фрагментах Нового Завіту. Ходжес стверджує:
Кількість варіацій між рукописами, що містять текст більшості, здається, значно менша, ніж варіації, знайдені в текстах папірусів Єгипту. Це означає, що будь-які два рукописи, що містять текст більшості, ймовірно, відрізнятимуться один від одного менше, ніж будь-які два папіруси можуть відрізнятися один від одного. ...Крім того, багато рукописів унціальних (великих літер) містять текст переважно у формі більшості. Форма більшості, однак, набагато гірше представлена в єгипетських папірусах ... Чи можливо, що N/A та UBS видання Нового Заповіту являють собою лише наближення до ранньої форми тексту, який колись поширювався в Єгипті? Де є докази того, що такий текст дійсно існував деінде в стародавньому світі? ...Можливо, велика чисельна перевага основного тексту (80% у мізерних рукописах) є власним аргументом на користь високої давнини цього тексту. Усім іншим поясненням її статусу більшості бракує реальної правдоподібності. Дійсно, переважання цієї більшості насправді можна зрозуміти як очікуваний результат нормальної та природної передачі рукописів Нового Завіту.

## Праці

### Дипломна робота
- The Text of Aleph in the Apocalypse (1958 (Th.M.))

### Книги
- Hodges, Zane C. (1972). The Hungry Inherit: Winning the Wealth of the World to Come. Chicago, IL: Moody Press. ISBN 9780802438003. OCLC 281415.
- Hodges, Zane C. (1981). The Gospel under Siege: A Study on Faith and Works. Dallas, TX: Redención Viva. ISBN 9780960757602. OCLC 8491445.
- Hodges, Zane C. (1982). Here Walks My Enemy: The Story of Luis. Dallas, TX: Redención Viva. ISBN 9780960757619. OCLC 9441874.
- Hodges, Zane C.; Farstad, Arthur L. (1982). The Greek New Testament According to the Majority Text with Apparatus. Nashville, TN: Thomas Nelson. ISBN 9780840749635. OCLC 9112450.
- Hodges, Zane C. (1985). Grace in Eclipse: A Study on Eternal Rewards. Dallas, TX: Redención Viva. ISBN 9780960757633. OCLC 12754411.
- Hodges, Zane C. (1989). Absolutely Free! A Biblical Reply to Lordship Salvation. Dallas, TX & Grand Rapids, MI: Redención Viva & Academie Books. ISBN 9780310519607. OCLC 20016152.
- Hodges, Zane C.; Radmacher, Earl (1990). The NIV Reconsidered: A Fresh Look at a Popular Translation. Dallas, TX: Redención Viva. ISBN 9780960757695. OCLC 23257988.
- Hodges, Zane C. (1992). The Gospel under Siege: Faith and Works in Tension. Dallas, TX: Redención Viva. ISBN 9781879534001. OCLC 26382980. — 2nd edition of the 1981 title.
- Hodges, Zane C.; Farstad, Arthur L. (1993). The NKJV Greek-English Interlinear New Testament: features word studies & New King James parallel text. Nashville, TN: Thomas Nelson. ISBN 9780840783578. OCLC 30043084.
- Hodges, Zane C. (1994). The Epistle of James: Proven Character through Testing. Grace New Testament commentary. Irving, TX: Grace Evangelical Society. ISBN 9780964139206. OCLC 30951331.
- Hodges, Zane C. (1995). Power to Make War. Dallas, TX: Redención Viva. ISBN 9781879534018. OCLC 34296282.
- Hodges, Zane C. (1999). The Epistles of John: Walking in the Light of God's Love. Grace New Testament commentary. Irving, TX: Grace Evangelical Society. ISBN 9780964139244. OCLC 43290576.
- Hodges, Zane C. (2001). Harmony with God: A Fresh Look at Repentance. Dallas, TX: Redención Viva. ISBN 9781879534049. OCLC 47806627.
- Hodges, Zane C. (2004). Six Secrets of the Christian Life. Dallas, TX: Redención Viva. ISBN 9781879534056. OCLC 57735059.
- Hodges, Zane C. (2011). Luke: The Life of Imitating Jesus. Dallas, TX: Victor Street Bible Chapel. ISBN 9780983315414. OCLC 890138884.

### Посмертні книги
- Hodges, Zane C. (2010). Hebrews: The Journey of Faith. Dallas, TX: Victor Street Bible Chapel. OCLC 662722386.
- Hodges, Zane C. (2011). A Free Grace Primer: The Hungry Inherit, The Gospel under Siege, Grace in Eclipse. Denton, TX: Grace Evangelical Society. ISBN 9780978877392. OCLC 1056818270.
- Hodges, Zane C. (2013). Romans: Deliverance from Wrath. Corinth, TX: Grace Evangelical Society. ISBN 9780978877361. OCLC 839304660.
- Hodges, Zane C. (2014). The Atonement and Other Writings. Corinth, TX: Grace Evangelical Society. ISBN 9780988347236. OCLC 1031401272.
- Hodges, Zane C. (2015). Faith in His Name: Listening to the Gospel of John. Denton, TX: Grace Evangelical Society. ISBN 9781943399048.
- Hodges, Zane C. (2015). Second Peter: Shunning Error in Light of the Savior's Return. Denton, TX: Grace Evangelical Society. ISBN 978-0988347281.
- Hodges, Zane C. (2016). What is the Outer Darkness?.
- Hodges, Zane C. (2016). Power to Stand: An Exposition of Jude.
- Hodges, Zane C. (2017). The Journey of Faith: Sermons on Hebrews.
- Hodges, Zane C. (2017). Tough Texts: Did Jesus Teach Salvation by Works?.
- Hodges, Zane C. (2017). First Peter: The Salvation of the Soul.
- Hodges, Zane C. (2017). Spiritual Lessons from the Life of David.

### Розділи
- Hodges, Zane Clark (1985). The Epistles of John. У Walvoord, John F.; Zuck, Roy B. (ред.). Bible Knowledge Commentary: An Exposition of the Scriptures. Т. 2. Wheaton, IL: Victor Books. OCLC 1100193110.
- Hodges, Zane Clark (1985). Hebrews. У Walvoord, John F.; Zuck, Roy B. (ред.). Bible Knowledge Commentary: An Exposition of the Scriptures. Т. 2. Wheaton, IL: Victor Books. с. 810—ff. OCLC 1100193110.
- Hodges, Zane Clark; Hodges, David M. (2012). The Implications of Statistical Probability for the History of the Text. У Pickering, Wilbur N. (ред.). The Identity of the New Testament Text III. Nashville, TN: Nelson. с. 158—164. ISBN 9781620320976. OCLC 828785878.[4]

### Журнальні статті
- The ecclesiastical text of Revelation: does it exist?. Bibliotheca Sacra. 118: 113—122. April–June 1961.
- The critical text and the Alexandrian family of Revelation. Bibliotheca Sacra. 119: 129—138. April–June 1962.
- Conflicts in the biblical account of the Ammonite-Syrian war. Bibliotheca Sacra. 119: 238—243. July–September 1962.
- The first horseman of the Apocalypse. Bibliotheca Sacra. 119: 324—334. October–December 1962.
- Light on James Two from Textual Criticism. Bibliotheca Sacra. 120: 341—350. October–December 1963.
- Modern textual criticism and the majority text: a response. Journal of the Evangelical Theological Society. 21 (2): 143—155. June 1978.
- «Post-Evangelicalism Confronts the Postmodern Age» (1996, Journal of the Grace Evangelical Society)
- «Legalism: The Real Thing» (1996, Journal of the Grace Evangelical Society)
- «Assurance: of the Essence of Saving Faith» (1997, Journal of the Grace Evangelical Society)
- «Making Your Calling and Election Sure: An Exposition of 2 Peter 1:5-11» (1998, Journal of the Grace Evangelical Society)
- «1 Thessalonians 5:1–11 and the Rapture» (2000, Chafer Theological Seminary Journal)
- «How to Lead People to Christ, Part 1» (2000, Journal of the Grace Evangelical Society)
- «How to Lead People to Christ, Part 2» (2001, Journal of the Grace Evangelical Society)
- «Harmony with God, Part 1» (2002, Chafer Theological Seminary Journal)
- «Harmony with God, Part 2» (2002, Chafer Theological Seminary Journal)
- «Harmony with God, Part 3» (2003, Chafer Theological Seminary Journal)
- «Regeneration: A New Covenant Blessing» (2005, Journal of the Grace Evangelical Society)
- «Justification: A New Covenant Blessing» (2006, Journal of the Grace Evangelical Society)